# دينغ لي
دينغ لي (بالصينية: 丁磊) ولد في 1 أكتوبر 1971 في نينغبو في الصين. هو رائد أعمال ملياردير صيني، والمؤسس والرئيس التنفيذي لشركة NetEase (163.com).
قدم دينغ مساهمات كبيرة في تطوير شبكات الكمبيوتر في الصين القارية. في أواخر عام 2016، كان دينغ يبحث في الاستثمار في قطاع العقارات، وسافر إلى زيمبابوي في ديسمبر، وإلى المملكة المتحدة. اعتبارًا من فبراير 2018 ، قدرت ثروة دينغ بـ 18.3 مليار دولار. في عام 2017 ، تم تصنيفه في المرتبة 52 على قائمة المليارديرات في فوربس.